# Misija Evrovizija
Misija Evrovizija je bilo slovensko pevsko tekmovanje oziroma resničnostni šov, predvajan na RTV Slovenija. Oddaja je potekala od oktobra 2011 do januarja 2012, njen namen pa je bil izbrati slovenskega predstavnika za Pesem Evrovizije 2012 v Bakuju.
Voditelj oddaje je bil Klemen Slakonja, ki je vsak teden pripravil imitacijo znanega glasbenega izvajalca (Bono, James Blunt, Enrique Iglesias, Lenny Kravitz, Ricky Martin, Anastacia, Chris Martin, Tom Jones, Jon Bon Jovi, Sting, Shakira, Eros Ramazzotti, Tina Turner). S tekmovalci sta se pogovarjala Maja Keuc in Zlatko.
Vlogo sodnikov, ki so iz tedna v teden ocenjevali nastope, skupaj z gledalci odločali o tem, kdo napreduje v naslednji krog, in pomagali tekmovalcem pri izbiri pesmi in pripravah na nastop, so prevzeli Darja Švajger, Raay, Jonas Žnidaršič in Tina Marinšek.
Maja, Zlatko, Darja, Tina in Klemen so poskrbeli tudi za glasbene točke, v večini oddaj pa so nastopili tudi posebni glasbeni gostje. Tekmovalce in nastopajoče je spremljala plesna skupina Maestro.
Oddaja si je prislužila 4 nominacije za nagrado viktor: voditelj Klemen Slakonja je bil nominiran za strokovnega viktorja za najboljšega voditelja zabavne televizijske oddaje in viktorja popularnosti za najboljšo televizijsko osebnost, Misija Evrovizija pa je bila nominirana za strokovnega viktorja za najboljšo zabavno televizijsko oddajo in viktorja popularnosti za najboljšo televizijsko oddajo. Klemen je zmagal v obeh kategorijah, v katerih je bil nominiran, Misija Evrovizija pa je prejela strokovnega viktorja za najboljšo zabavno televizijsko oddajo.

## 1.–4. oddaja
V prvih štirih oddajah se je predstavilo 32 izvajalcev, ki so na avdicijah prepričali sodnike, da so jim dali priložnost nastopiti v oddajah v živo:
- Janja Kobale (21, Celje)
- Sylvo (26, Ljubljana)
- Klemen Orter (18, Velenje)
- Tamara Goričanec (22, Ljubljana)
- Biba & Bibitas (Ljubljana)
- Nadja Irgolič (15, Pesnica pri Mariboru)
- Aljoša Keber (24, Rakek)
- Brina Vidic (17, Ljubljana)

- Gašper Rifelj (21, Novo mesto)
- Flora Ema Lotrič (16, Kamna Gorica)
- Ž-Lajf
- Nastja Gabor (16, Dravograd)
- Leaparfume
- Sara Špelec (26, Maribor)
- Dominik Vodopivec (19, Nova Gorica)
- Eva Boto (16, Šentjanž pri Dravogradu)

- Manuela Brečko (22, Laško)
- Alex Volasko (19, Ljubljana)
- Adrijana Lorber (16, Brežice)
- Nina Bauman (23, Jesenice)
- Sarah Senica (20, Vrh pri Boštanju)
- Eva in Nika Prusnik (16, Škofljica)
- Klemen Mramor (18, Ljubljana)
- Nika Zorjan (19, Petanjci)

- Maja Založnik (28, Slovenske Konjice)
- Alino Juhart (18, Maribor)
- Tanja Srednik (23, Nova Gorica)
- Me 4
- Barbara Vauda (17, Ptuj)
- David Matići (27, Ptuj)
- Maks Verderber (75, Blagovica)
- Sara Jagrič (20, Dol pri Ljubljani)

Iz vsake oddaje so v naslednji krog napredovali 4 izvajalci: 2 so izbrali gledalci s telefonskim glasovanjem (marelična), 2 pa sodniki (modra).

### 1. oddaja – Nedelja, 2. oktober 2011
| Izvajalec        | Pesem                        | Št. tel. glasov | Glasovi sodnikov |
| ---------------- | ---------------------------- | --------------- | ---------------- |
| Janja Kobale     | »Rolling in the Deep«        | 400             | 11               |
| Sylvo            | »Tainted Love«               | 111             | 14               |
| Klemen Orter     | »Somewhere Over the Rainbow« | 282             | 29               |
| Tamara Goričanec | »Ključ do srca«              | 182             | 11               |
| Biba & Bibitas   | »Moon River«                 | 169             | 5                |
| Nadja Irgolič    | »The Climb«                  | 628             | 21               |
| Aljoša Keber     | »Grenade«                    | 422             | 27               |
| Brina Vidic      | »You Know I'm No Good«       | 506             | 26               |

Kot gostje so nastopili A Friend in London.

### 2. oddaja – Nedelja, 9. oktober 2011
| Izvajalec         | Pesem                 | Št. tel. glasov | Glasovi sodnikov |
| ----------------- | --------------------- | --------------- | ---------------- |
| Gašper Rifelj     | »Bed of Roses«        | 1114            | 18               |
| Flora Ema Lotrič  | »Stuck«               | 962             | 23               |
| Ž-Lajf            | »Sex Bomb«            | 607             | 14               |
| Nastja Gabor      | »Molitva«             | 646             | 21               |
| Leaparfume        | »Hvala za vijolice«   | 583             | 21               |
| Sara Špelec       | »The Show Must Go On« | 99              | 7                |
| Dominik Vodopivec | »Plan B«              | 396             | 11               |
| Eva Boto          | »Because of You«      | 1306            | 29               |

### 3. oddaja – Nedelja, 16. oktober 2011
| Izvajalec           | Pesem                    | Št. tel. glasov | Glasovi sodnikov |
| ------------------- | ------------------------ | --------------- | ---------------- |
| Manuela Brečko      | »Something in the Water« | 737             | 23               |
| Alex Volasko        | »Stop«                   | 282             | 11               |
| Adrijana Lorber     | »Price Tag«              | 320             | 15               |
| Nina Bauman         | »Superwoman«             | 305             | 10               |
| Sarah Senica        | »Veter z juga«           | 876             | 19               |
| Eva in Nika Prusnik | »Je veux«                | 658             | 30               |
| Klemen Mramor       | »Use Somebody«           | 525             | 8                |
| Nika Zorjan         | »Listen«                 | 1579            | 28               |

Kot gost je nastopil Saša Lošić - Loša.

### 4. oddaja – 23. oktober 2011
| Izvajalec      | Pesem                         | Št. tel. glasov | Glasovi sodnikov |
| -------------- | ----------------------------- | --------------- | ---------------- |
| Maja Založnik  | »Love You I Do«               | 621             | 25               |
| Alino Juhart   | »Valerie«                     | 409             | 15               |
| Tanja Srednik  | »Blues in the Night«          | 226             | 12               |
| Me 4           | »Mercy«                       | 682             | 22               |
| Barbara Vauda  | »Saving All My Love for You«  | 906             | 19               |
| David Matići   | »Let Me Entertain You«        | 789             | 22               |
| Maks Verderber | »Somewhere There's a Someone« | 418             | 9                |
| Sara Jagrič    | »Hallelujah«                  | 929             | 20               |

Kot gostja je nastopila Nina, srbska predstavnica na Pesmi Evrovizije 2011.

## 5.–6. oddaja
V peti in šesti oddaji je nastopilo 16 izvajalcev, ki so se v prvih štirih oddajah uvrstili v drugi krog. Iz vsake oddaje so v naslednji krog napredovali 4 izvajalci: 2 so izbrali gledalci s telefonskim glasovanjem (marelična), 2 pa sodniki (modra).

### 5. oddaja – Nedelja, 30. oktober 2011
| Izvajalec           | Pesem                 | Št. tel. glasov | Glasovi sodnikov |
| ------------------- | --------------------- | --------------- | ---------------- |
| Aljoša Keber        | »Born This Way«       | 313             | 21               |
| Maja Založnik       | »V meni je moč«       | 333             | 14               |
| Sarah Senica        | »Can I Walk with You« | 940             | 12               |
| Gašper Rifelj       | »Insieme: 1992«       | 1246            | 7                |
| Eva Boto            | »Hero«                | 1051            | 27               |
| Flora Ema Lotrič    | »A Night Like This«   | 1963            | 20               |
| Barbara Vauda       | »California King Bed« | 915             | 11               |
| Eva in Nika Prusnik | »Satellite«           | 1054            | 32               |

Kot gost je nastopil Jan Plestenjak.

### 6. oddaja – Nedelja, 6. november 2011
| Izvajalec      | Pesem                  | Št. tel. glasov | Glasovi sodnikov |
| -------------- | ---------------------- | --------------- | ---------------- |
| Brina Vidic    | »I'm Like a Bird«      | 363             | 24               |
| Manuela Brečko | »Fucking' Perfect«     | 690             | 28               |
| Klemen Orter   | »Empire State of Mind« | 271             | 17               |
| Sara Jagrič    | »There You'll Be«      | 378             | 24               |
| Nastja Gabor   | »It's Raining Men«     | 732             | 13               |
| David Matići   | »Moja«                 | 915             | 6                |
| Nadja Irgolič  | »This Is Me«           | 1189            | 12               |
| Nika Zorjan    | »My Heart Will Go On«  | 1443            | 20               |

## 7.–10. oddaja
Od sedme do desete oddaje je glasovanje potekalo v dveh krogih. Najprej so svoj glas oddali sodniki. Izvajalca, ki sta od sodnikov prejela najmanj točk, sta se uvrstila v drugi krog glasovanja, v katerem so odločali gledalci. Oddajo je zapustil tisti izvajalec, ki je prejel manj telefonskih glasov (rdeča). Novost je bilo tudi dejstvo, da je vsaka oddaja imela temo.

### 7. oddaja – Nedelja, 13. november 2011
V 7. oddaji so izvajalci prepevali hite, ki so bili aktualni v letu njihovega rojstva.
| Izvajalec           | Pesem                                  | Glasovi sodnikov | Št. tel. glasov |
| ------------------- | -------------------------------------- | ---------------- | --------------- |
| Manuela Brečko      | »Like a Prayer«                        | 20               |                 |
| Flora Ema Lotrič    | »Think Twice«                          | 8                | 5158            |
| Gašper Rifelj       | »All I Wanna Do Is Make Love to You«   | 4                | 2671            |
| Eva in Nika Prusnik | »Gangsta's Paradise«                   | 26               |                 |
| Nika Zorjan         | »Would I Lie to You«                   | 24               |                 |
| Nadja Irgolič       | »Ironic«                               | 15               |                 |
| Brina Vidic         | »The Most Beautiful Girl in the World« | 18               |                 |
| Eva Boto            | »Any Man of Mine«                      | 29               |                 |

### 8. oddaja – Nedelja, 20. november 2011
V 8. oddaji so izvajalke prepevale uspešnice slovenskih izvajalcev v slovenskem jeziku.
| Izvajalec           | Pesem               | Glasovi sodnikov | Št. tel. glasov |
| ------------------- | ------------------- | ---------------- | --------------- |
| Nika Zorjan         | »Ladadidej«         | 17               |                 |
| Flora Ema Lotrič    | »Malo tu, malo tam« | 13               |                 |
| Nadja Irgolič       | »Alya«              | 7                | 1951            |
| Brina Vidic         | »Moje luči«         | 12               | 2608            |
| Eva Boto            | »Prisluhni mi«      | 27               |                 |
| Manuela Brečko      | »Dež«               | 17               |                 |
| Eva in Nika Prusnik | »Samo malo«         | 19               |                 |

### 9. oddaja – Nedelja, 27. november 2011
V 9. oddaji so se izvajalke predstavile s pop plesnimi skladbami.
| Izvajalec           | Pesem                  | Glasovi sodnikov | Št. tel. glasov |
| ------------------- | ---------------------- | ---------------- | --------------- |
| Flora Ema Lotrič    | »Don't Stop the Music« | 8                | 3660            |
| Eva Boto            | »Hush Hush«            | 18               |                 |
| Brina Vidic         | »Hung Up«              | 11               | 2451            |
| Eva in Nika Prusnik | »Tik Tok«              | 20               |                 |
| Nika Zorjan         | »Bad Romance«          | 13               |                 |
| Manuela Brečko      | »One Love«             | 14               |                 |

### 10. oddaja – Nedelja, 11. december 2011
Tema 10. oddaje je bila rock glasba. Kot gostje so nastopili Siddharta in Perpetuum Jazzile.
| Izvajalec           | Pesem                  | Glasovi sodnikov | Št. tel. glasov |
| ------------------- | ---------------------- | ---------------- | --------------- |
| Flora Ema Lotrič    | »I Love Rock'n'Roll«   | 9                | 3043            |
| Manuela Brečko      | »It’s My Life«         | 13               |                 |
| Eva Boto            | »Whataya Want from Me« | 14               |                 |
| Nika Zorjan         | »Sweet Child o’ Mine«  | 10               | 3834            |
| Eva in Nika Prusnik | »It’s My Life«         | 14               |                 |

## 11. oddaja
Polfinalna oddaja je potekala v nedeljo, 18. decembra 2011. Vsak izmed izvajalcev je zapel dve pesmi – eno počasno in eno hitro. Glasovanje je zopet potekalo v dveh krogih. Najprej so glasovali gledalci. Izvajalca, ki sta prejela najmanj telefonskih glasov, sta se uvrstila v drugi krog glasovanja, v katerem so odločali sodniki.
| Izvajalec           | 1. pesem                       | 2. pesem                         | Št. tel. glasov | Glasovi sodnikov |
| ------------------- | ------------------------------ | -------------------------------- | --------------- | ---------------- |
| Nika Zorjan         | »Unfaithful«                   | »My Life Would Suck Without You« | 6101            |                  |
| Eva Boto            | »Flashdance... What a Feeling« | »Use Somebody«                   | 7024            |                  |
| Manuela Brečko      | »Someone like You«             | »Hey, Soul Sister«               | 1995            | 1                |
| Eva in Nika Prusnik | »Forget You«                   | »Bubbly«                         | 1739            | 3                |

## 12. oddaja
Finalna oddaja Misije Evrovizije je potekala v nedeljo, 8. januarja 2012. Vsak izmed izvajalcev je nastopil s 3 pesmimi: pesmijo, ki jo je že zapel v eni izmed predhodnih oddaj, evrovizijsko uspešnico in svojo različico pesmi »Čas za nas«, špice oddaje. Vstopnico za nastop na Emi 2012 sta si prislužila dva izvajalca: enega so izbrali gledalci s telefonskim glasovanjem (Eva Boto), enega pa sodniki (dvojčici Prusnik). Kot glasbena gosta sta nastopila Omar Naber in Nuša Derenda.
| Izvajalec           | 1. pesem         | 2. pesem                 | Št. tel. glasov | Glasovi sodnikov |
| ------------------- | ---------------- | ------------------------ | --------------- | ---------------- |
| Nika Zorjan         | »Listen«         | »Ne partez pas sans moi« | 16896           | 6                |
| Eva in Nika Prusnik | »Samo malo«      | »Wild Dances«            | 6628            | 9                |
| Eva Boto            | »Because of You« | »Running Scared«         | 17045           | 9                |

## Misija Ema 2012
Finalni oddaji Misije Evrovizije je 26. februarja 2012 sledila še Misija Ema 2012. Eva Boto in dvojčici Prusnik so se predstavili vsak s 3 izvirnimi pesmimi. V superfinalu je slavila Eva Boto s pesmijo »Verjamem« in tako postala slovenska predstavnica na Pesmi Evrovizije 2012 v Bakuju.